# Solpugella mubalea
Espèce
Solpugella mubalea est une espèce de solifuges de la famille des Solpugidae.

## Distribution
Cette espèce est endémique de République démocratique du Congo. Elle se rencontre vers Mubale et Mabwe dans la province du Haut-Katanga.

## Description
Le mâle holotype mesure 25 mm.

## Étymologie
Son nom d'espèce lui a été donné en référence au lieu de sa découverte, Mubale.

## Publication originale
- Roewer, 1952 : Solifuga, Opiliones, Pedipalpi und Scorpiones (Arachnoidea). Exploration de Parc National de l’Upemba. Mission G.F. de Witte, Institut des Parcs Nationaux du Congo Belge, Bruxelles, vol. 5, p. 1–36 (texte intégral).